# Memories of Ice
Memories of Ice ist der dritte von zehn Romanen (in der deutschen Übersetzung sind es 19) im High-Fantasy-Zyklus Das Spiel der Götter des kanadischen Autors Steven Erikson. Er wurde erstmals im Dezember 2001 veröffentlicht. Auf Deutsch wurde der Roman in zwei Bänden unter den Titeln Die eisige Zeit und Der Tag des Sehers publiziert, die in der Übersetzung durch Tim Straetmann 2003 bei Goldmann erschienen.
Memories of Ice konzentriert sich auf die abtrünnige zweite malazanische Armee und ihre neuen Verbündeten auf Genabackis und ihren Kampf mit der pannionischen Domäne, einer neuen Macht aus dem Süden des Kontinents. Es verrät auch mehr über die Götter, Aufgestiegenen und die Geschichte der Rassen Imass, K'Chain Che'Malle und Tiste.

## Handlung
Memories of Ice findet gleichzeitig mit den Ereignissen von Deadhouse Gates statt und beginnt etwa vier Monate nach den Ereignissen von Die Gärten des Mondes. Dujeks zweite malazanische Armee wird angeblich abtrünnig, mit Elster als zweitem Befehlshaber, um sich Anomander Rake und Caladan Bruth anzuschließen und die kannibalistische und mutwillig zerstörerische pannionische Domäne unter der Führung des pannionischen Sehers, einem Jaghut, anzugreifen. Mit Caladin Bruth und den Rhivi reisen die Mhybe und ihre Tochter Silberfuchs, welche die Seelen der Magiere Flickenseel und Bellurdan sowie der älteren Göttin Schwester der Kalten Nächte (Nachtfrost) in sich vereinigt und die T'lan Imass zur zweiten Zusammenkunft ruft. Die Mhybe altert schnell, fühlt sich verloren und hadert mit ihrem Schicksal, weil Silberfuchs sie nicht zu lieben scheint. Der Weißgesicht-Clan der Barghast schließt sich später ebenfalls an, nachdem Trotter sich im Zweikampf gegen einen Sohn des wichtigsten Häuptlings Humbrall Taur bewiesen hat. Zwei andere Kinder des Häuptlings entdecken in Capustan, dass die Barghast von T'lan Imass abstammen, die nicht am Ritual von Tellann teilgenommen haben, und verhandeln mit den Capustanern, um die Hinterlassenschaften ihrer Götter zurückzuerhalten.
Die Armee des Sehers greift Capustan an, wo die Fener anbetenden Grauen Schwerter die Hauptlast des Angriffs abzuwehren versuchen, bis Dujek und seine Begleiter eintreffen. Itkovian, der Schild-Amboss der Grauen Schwerter, nimmt das Leiden der Zehntausenden von Toten auf sich, obwohl Fener nicht mehr erreichbar ist, um ihn zu entlasten. Im Anschluss an die Belagerung Capustans weihen sich die Grauen Schwerter den wieder im Aufstieg begriffenen Kriegsgöttern Togg und Fanderay, den Wölfen des Winters. Der Karawanenwächter Grantl wird zum Todbringenden Schwert von Treach, als seine Freundin Stonny Menackis in Capustan vergewaltigt und geschlagen wird, und schließt sich dem Feldzug gegen die Pannionische Domäne an.
Toc der Jüngere, der während der Handlung von Die Gärten des Mondes verschwunden war, taucht aus dem Gewirr des Chaos durch einen Riss in der Nähe von Morn wieder auf; er trägt den älteren Gott Togg in sich, der Onos T'oolan und Draconus' Tochter Lady Missgunst treffen will. Letzte hat ihre beiden Haustiere Garath und Baaljagg, von denen letzterer die ältere Göttin Fanderay – Toggs lange verschollene Geliebte – in sich trägt, und drei versklavte Seguleh-Schwertkämpfer als Diener bei sich. Lady Missgunsts Gruppe greift das Pannion aus dem Süden an und treibt den Seher in seine Hauptstadt Korall; Toc, der das Pannion zu infiltrieren versucht, wird aber vom Seher gefangen genommen und gefoltert. Dujek und Bruth marschieren vom Norden her auf Korall zu; Anomander Rake lässt Mondbrut, seine fliegende Festung, heimlich in den Ozean vor Korall sinken, um während der Schlacht aufzutauchen und zu helfen.
Die Brückenverbrenner erreichen Korall zuerst und versuchen – mit Hilfe der Moranth – die Fallen vor der Stadt auszuschalten. Der schnelle Ben befreit den Barghast-Schamanen Talamandas aus einer Geisterfalle und kann mit ihm und der Unterstützung des Vermummten der Pannion-Vergiftung der Gewirre entgehen, um dem Seher eine Falle zu stellen. Zu Beginn der Schlacht begeht Kallor – der als Hochkönig 135.000 Jahre zuvor die Bevölkerung seines Reichs tötete, anstatt sie rebellieren zu lassen (die Leichen bilden jetzt das kaiserliche Gewirr) – Verrat und versucht Silberfuchs zu töten, wobei sich ihm Elster in den Weg stellt und getötet wird. Der Hohemagier Tayschrenn kann Kallor in die Flucht schlagen.
In der Schlacht werden die hoch überlegenen Verteidiger durch Zusammenwirken der schon in die Stadt eingedrungenen Brückenverbrenner, dem Todbringenden Schwert Grantl, der T'lan Imass und ihrer untoten T'lan Ay, Onos T'oolan und seiner Schwester Kilava, der Gruppe um Lady Missgunst, der Malazanischen Armee unter Dujek, der Tiste Andii und schließlich durch das Auftauchen von Mondbrut besiegt. Der Seher wird vom schnellen Ben und Ganoes Paran gefesselt und entführt. Es stellt sich heraus, dass der Pannionische Seher durch seine Gefangenschaft und die seiner Schwester in den Wahnsinn und die wahnsinnige Rache getrieben wurde, als er von Tools Schwester Kilava im Riss von Morn versteckt wurde, um sie vor Pran Choles beabsichtigtem Völkermord an den Jaghut Hunderttausende von Jahren zuvor zu schützen. Der Seher benutzte die K'Chain Che'Malle Matrone, die aus dem Riss befreit wurde, als er und seine Schwester dort hingebracht wurden, um Toc zu foltern und K'Chain-Soldaten zu erzeugen. Als Ganoes Paran als Herr der Drachenkarten Barmherzigkeit wählt, hilft der schnelle Ben, die Schwester des Sehers aus dem Riss zu befreien. Der Seher arbeitet danach mit den Angreifern zusammen, indem er das Eis seines Omtose Phellack Gewirrs verwendet, um Brands Vergiftung durch den verkrüppelten Gott zu verlangsamen. Nach der Wiederherstellung von Fanderay steckt Togg Tocs Seele in den seelenlosen Körper von Anaster, einem Diener des Sehers, und stellt auch die Sterblichkeit und das Fleisch von Onos T'oolan wieder her.
Kruppe überredet die Mhybe, sich am Ende mit ihrer Tochter zu versöhnen, nachdem Silberfuchs mit Kruppes Hilfe das Gewirr von Tellann vorbereitet hat – bis zur Fruchtbarkeit gesät mit Itkovians Erinnerungen an den Schmerz der T'lan-Imass, die sich zu Silberfuchs' Ruf versammeln – um Togg und Fanderay als Herren der Feste der Tiere zu empfangen. Die Mhybe kann – wieder jung geworden, in der Realität schlafend in einem Tempel ruhend – als ewige Träumerin im Tellann-Gewirr weiterleben.
Mondbrut wird während des Angriffs auf die Pannionische Domäne stark beschädigt und die gefallenen Brückenverbrenner werden zusammen mit dem Anführer der schwarzen Moranth darin begraben und die Festung im Meer versenkt. Die verbleibenden Brückenverbrenner ziehen sich nach Darujhistan zurück, um eine Bar zu eröffnen, in der sie im Epilog dem kaiserlichen Historiker Duiker zuhören, der die Geschichte der Kette der Hunde erzählt.
Nebenhandlungen beinhalten die Freischärler aus Mott, Bauchelain und Korbal Broachs Nekromantie, die Intrigen des schnellen Ben, die Liebe, die zwischen Elster und der Tiste Andii Korlat aufflammt.

## Fortsetzung
In House of Chains (deutsch Der Krieg der Schwestern und Das Haus der Ketten) wird der Handlungsbogen um die Wirbelwind-Rebellion in Genabackis weitererzählt.

## Kritiken
Memories of Ice erhielt überwältigend positive Kritiken.
In ihrer Rezension erklärte SF-Site, dass Memories of Ice ist:

“Easily one of the best books of the year. Steven Erikson has infused new life into one of the oldest traditions of fiction, and has done so in a manner that genuinely captures and reinterprets the spirit of the original Greek and Norse sagas.”

„Einfach eines der besten Bücher des Jahres. Steven Erikson hat einer der ältesten Fiktionstraditionen neues Leben eingehaucht und dies auf eine Weise getan, die den Geist der ursprünglichen griechischen und nordischen Sagen wirklich einfängt und neu interpretiert.“

Fantasy Book Reviews erklärte, dass:

“Memories of Ice is a book full of wonderful characters from a wide variety of well conceived races.”

„Memories of Ice ist ein Buch voller wunderbarer Charaktere aus einer Vielzahl gut durchdachter Rassen.“

Auf Pat on Pat's Fantasy Hotlist gab es eine sehr positive Bewertung diesagte, dass:

“Memories of Ice in an undeniable masterpiece. After reading fantasy novels for well nigh two decades, I can't believe that I can still be awed to such a degree by an author's work.”

„Memories of Ice ist ein unbestreitbares Meisterwerk. Nachdem ich fast zwei Jahrzehnte lang Fantasy-Romane gelesen habe, kann ich nicht glauben, dass ich immer noch von der Arbeit eines Autors so beeindruckt sein kann.“

## Ausgaben
- Memories of Ice. Bantam Books (UK), 2001, ISBN 0-593-04624-2.
  - Die eisige Zeit. Goldmann, 2003, ISBN 3-442-24997-X.
  - Der Tag des Sehers. Goldmann, 2003, ISBN 3-442-24998-8.